# Єва Мендес
Є́ва Ме́ндес (англ. Eva Mendes; 5 березня 1974, Маямі, штат Флорида) — американська акторка.

## Біографія
Народилася в Маямі у сім'ї кубинських іммігрантів, але виросла в Лос-Анджелесі, штат Каліфорнія.
Вчилася в середній школі імені Герберта Гувера в Глендейлі, потім вчилася в Університеті штату Каліфорнія в Нортріджі на дизайнера інтер'єрів, але залишила навчання заради акторської кар'єри.

## Кар'єра
Розпочинала зі зйомок в рекламі, відеокліпах (вона знялася в кліпах «Hole In My Soul» групи Aerosmith і «Miami» Вілла Сміта) і грала епізодичні ролі в телесеріалах і фільмах з низьким бюджетом. Прорив в її акторській кар'єрі стався після фільму «Тренувальний день», де вона виконала провідну жіночу роль. Фільм отримав декілька нагород і був тепло зустрінутий критиками, а Мендес запам'яталася ще і тим, що з'явилася в картині повністю голою.
Після цього актрису стали запрошувати в серйозні проєкти з сильним акторським складом: в комедії «Застряг в тобі» і «Правила знімання: Метод Хітча», трилер «Поза часом» бойовики «Подвійний форсаж» і «Одного разу в Мексиці» (за останній фільм Мендес отримала номінацію на Teen Choice Awards). У лютому 2007 року на екрани вийшов фільм «Примарний вершник», в якому вона виконала роль подруги головного героя, Примарного вершника.
Восени 2017 року стала обличчям нового аромату Avon Eve Duet.

## Особисте життя

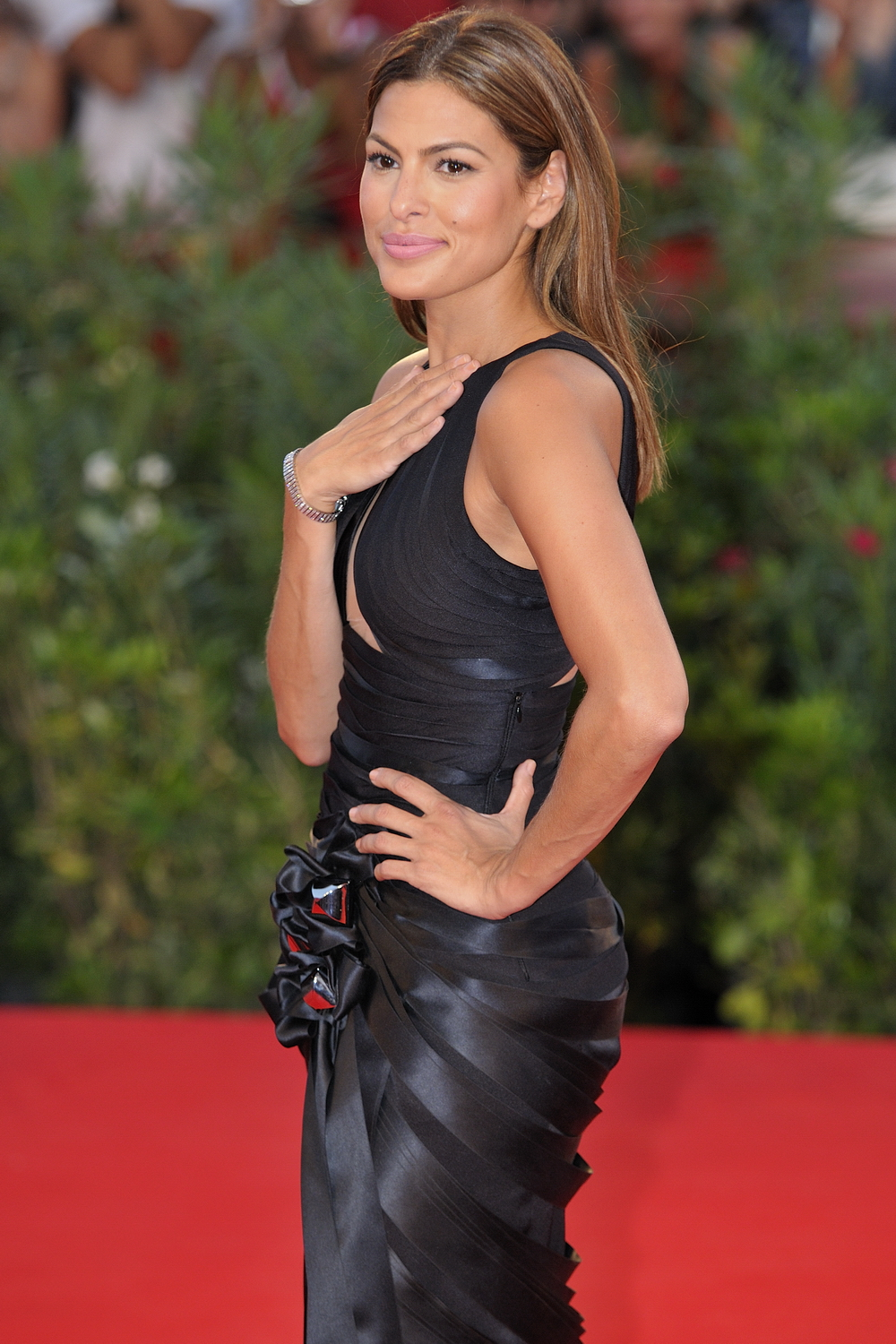
2009 рік

У 2001—2011 рр. зустрічалася та жила із перуанським продюсером і режисером Джорджем Аугусто (також Джордж Гаргуревич). Після припинення стосунків з Аугусто, Ева, ймовірно, зустрічалася з колегами-акторами, серед яких ЗМІ називають Джейсона Судейкіса.
Від вересня 2011 року Єва перебуває у стосунках з актором Раяном Гослінгом, з яким познайомилася на зніманнях фільму «Місце під соснами». У пари — дві доньки: Есмеральда Амада Гослінг (нар.12.09.2014) й Амада Лі Гослінг (нар. 29.04.2016). 20 листопада 2022 року офіційно одружились.
На початку 2025 року Мендес та її чоловік Райан Гослінг купили маєток у Великій Британії і почали процес переїзду з США.

## Цікаві факти
Єва Мендес за своєю природою схильна до повноти і при цьому любить випічку і солодощі, але прагнення виглядати добре допомагає їй вчасно зупинитися.

## Фільмографія

### Фільми
| Рік  |    | Українська назва             | Оригінальна назва                              | Роль               |
| ---- | -- | ---------------------------- | ---------------------------------------------- | ------------------ |
| 1998 | в  | Діти кукурудзи 5: Поля жаху  | Children of the Corn V: Fields of Terror       | Кір                |
| 1998 | ф  | Ніч у Роксбері               | A Night at the Roxbury                         | подружка нареченої |
| 1999 | ф  | Мій брат Бейб                | My Brother the Pig                             | Матільда           |
| 2000 | ф  | Міські легенди 2             | Urban Legends: Final Cut                       | Ванесса Валдеон    |
| 2001 | ф  | Наскрізні поранення          | Exit Wounds                                    | Тріш               |
| 2001 | ф  | Тренувальний день            | Training Day                                   | Сара               |
| 2002 | ф  | Усе про Бенджамінів          | All About the Benjamins                        | Джина              |
| 2003 | ф  | Подвійний форсаж             | 2 Fast 2 Furious                               | Моніка Фуентес     |
| 2003 | ф  | Одного разу в Мексиці        | Once Upon a Time in Mexico                     | Ахедрез            |
| 2003 | ф  | Поза часом                   | Out of Time                                    | Алекс Діас Вітлок  |
| 2003 | ф  | Застряг у тобі               | Stuck on You                                   | Ейпріл Мерседес    |
| 2005 | ф  | Метод Хітча                  | Hitch                                          | Сара               |
| 2005 | ф  | Історія Вендела              | The Wendell Baker Story                        | Дорін              |
| 2005 | ф  | Довірся чоловікові           | Trust the Man                                  | Фейт Фейсон        |
| 2006 | ф  | Приречені серця              | Guilty Hearts                                  | Габріелла          |
| 2007 | ф  | Примарний вершник            | Ghost Rider                                    | Роксана Сімпсон    |
| 2007 | ф  | Смерть у ефірі               | Live!                                          | Кеті               |
| 2007 | ф  | Володарі ночі                | We Own the Night                               | Амада Хуарес       |
| 2007 | ф  | Чистильник                   | Cleaner                                        | Енн Норкат         |
| 2008 | ф  | Жінки                        | The Women                                      | Крістал Аллен      |
| 2008 | ф  | Месник                       | The Spirit                                     | Сенд Сареф         |
| 2009 | ф  | Поганий лейтенант            | The Bad Lieutenant: Port of Call — New Orleans | Френкі Донненфілд  |
| 2010 | ф  | Копи на підхваті             | The Other Guys                                 | доктор Шейла Гембл |
| 2010 | ф  | Минулої ночі в Нью-Йорку     | Last Night                                     | Лаура              |
| 2011 | ф  | Форсаж 5: Пограбування в Ріо | Fast Five                                      | Моніка Фуентес     |
| 2011 | кф | П'яна різдвяна історія       | Drunk History Christmas                        | Ма                 |
| 2012 | ф  | Важкий вік                   | Girl in Progress                               | Грейс              |
| 2012 | ф  | Корпорація «Святі мотори»    | Holy Motors                                    | Кей М              |
| 2012 | ф  | Місце під соснами            | The Place Beyond the Pines                     | Роміна             |
| 2014 | ф  | Загублена ріка               | Lost River                                     | Кет                |

### Телебачення
| Рік  |    | Українська назва             | Оригінальна назва       | Роль                                         |
| ---- | -- | ---------------------------- | ----------------------- | -------------------------------------------- |
| 1998 | с  | Швидка допомога              | ER                      | Донна (Епізод: "Exodus")                     |
| 1998 | с  | Смертельна битва: Завоювання | Mortal Kombat: Conquest | Анна (Епізод: "Thicker Than Blood")          |
| 1999 | с  | VIP                          | V.I.P.                  | Есмеральда (Епізод: "Val the Hard Way")      |
| 2000 | тф | Безстрашні учні              | The Disciples           | Марія Серранко                               |
| 2013 | тф | Завершити історію            | Clear History           | Дженніфер                                    |
| 2021 | мс | Блуї                         | Bluey                   | інструктор з йоги (Епізод: "Born Yesterday") |